# 高月観音号

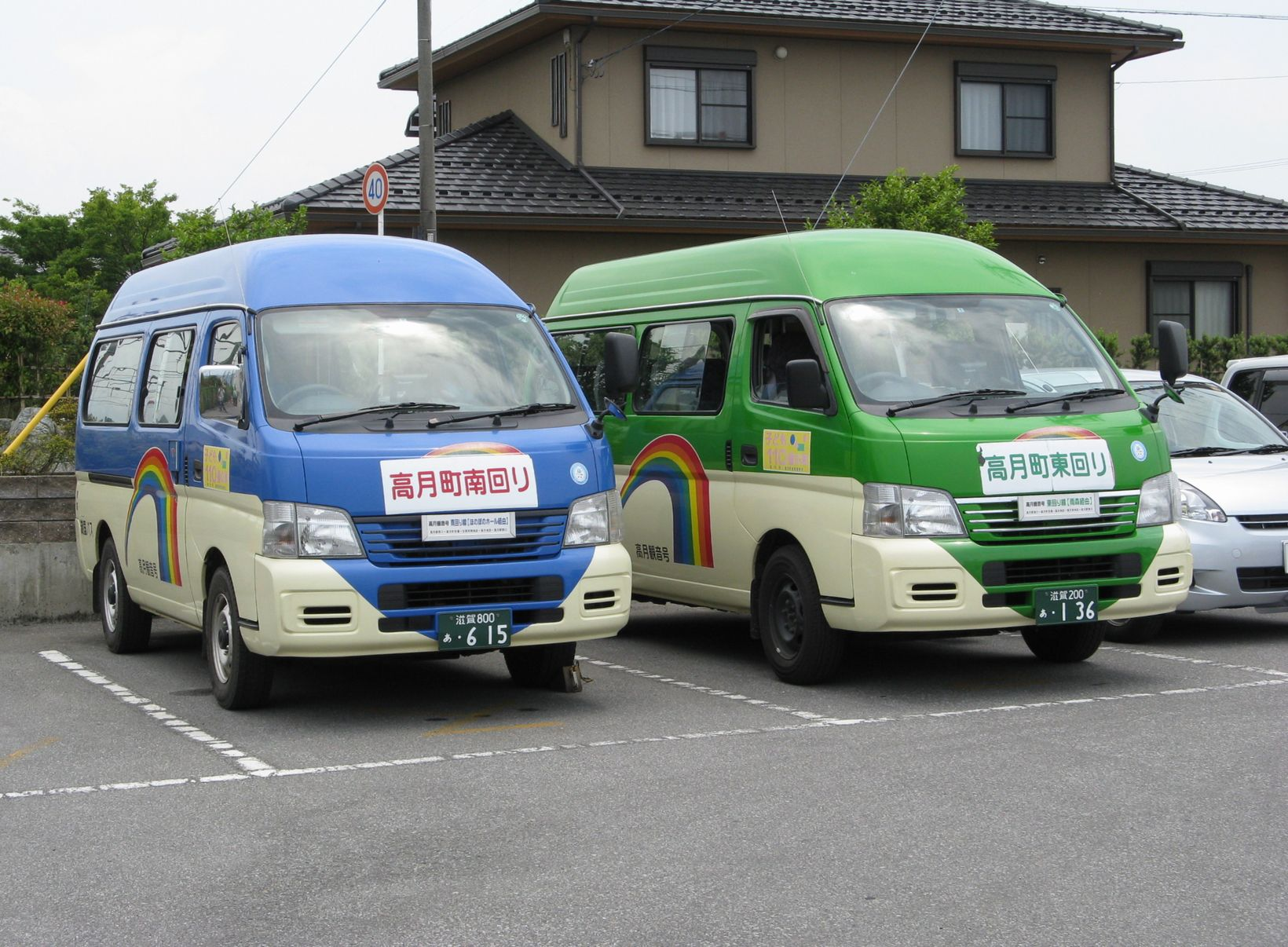
高月支所に駐車中の南回り線と東回り線（2009年6月）

高月観音号（たかつきかんのんごう）は、滋賀県長浜市の高月地区で運行していたコミュニティバスの総称。名称は、地区内にある向源寺（渡岸寺観音堂）に因む。

運行は湖国バス長浜営業所に委託し、2004年10月1日から運行が開始された。しかし、2018年以降に廃止された（後述）。

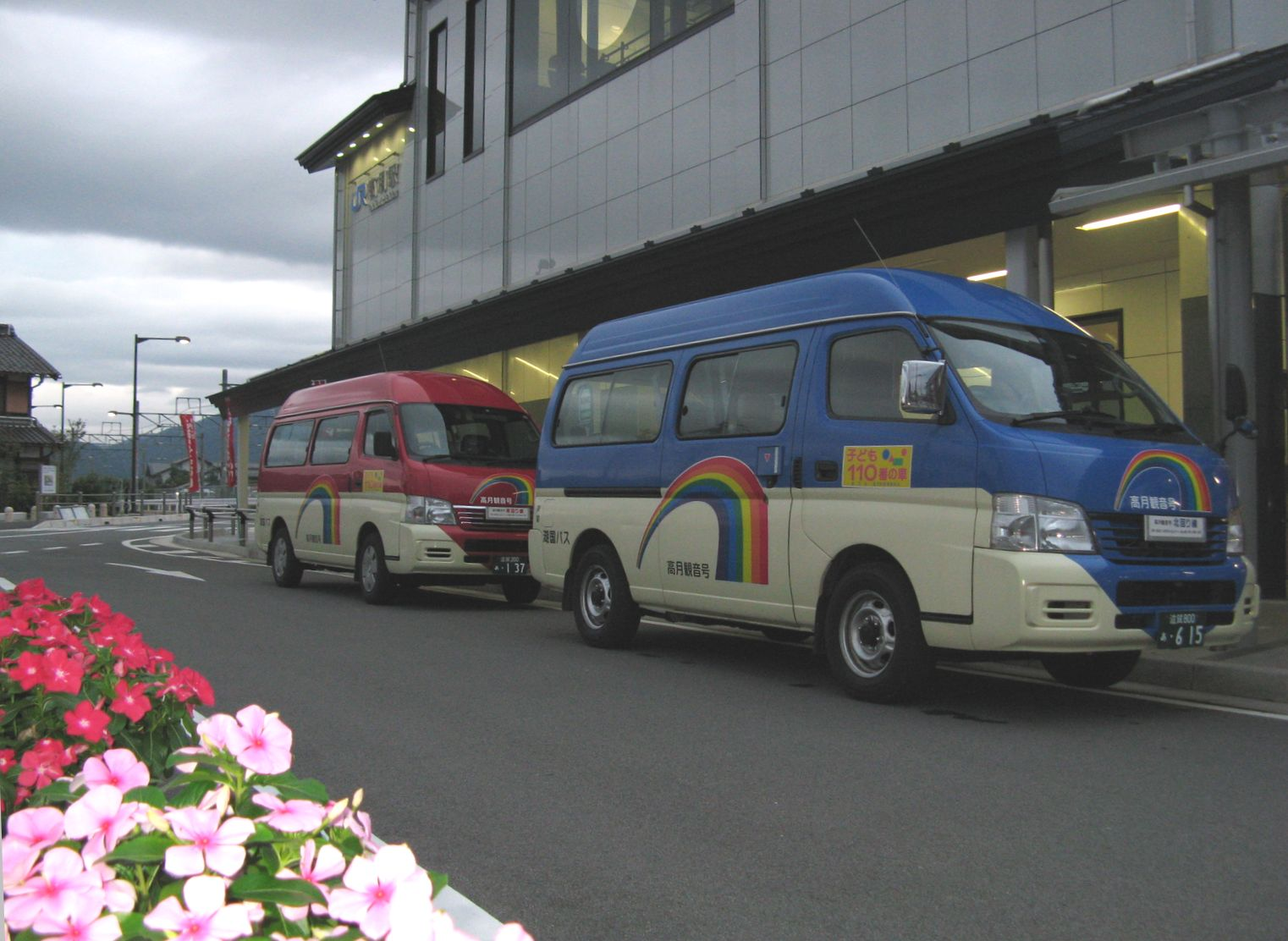
高月駅西口に並ぶ南回り線と北回り線（2007年7月）

## 概要
- 運賃は200円均一（小児は100円）。車内では専用の回数券が利用できたが、2013年に廃止された。
- 定期券には1か月と3か月があり、一般定期券の他に満61歳以上を対象とした「小判手形」があった[1]。
- 全路線とも、停留所以外でのフリー乗降が可能。
- 以下の路線間乗継には乗継券が発行され、1乗車扱いとなる。
  - 東回り線 - ほのぼのホール方面
  - 東回り線・南回り線 - 高月駅 - 国道物部・北近江リゾート
- 身体障害者については、運賃・回数券は半額、定期券は3割引（介助人含む）となる。また小学校・中学校への通学に関しては運賃免除となる。

## 沿革
- 2004年（平成16年）10月1日 - 運行開始。
- 2011年（平成23年）7月1日 - 高月駅の乗り場を東口に統一し、全便が休日運休となる。
- 2013年（平成25年）5月13日 - デマンド運行に変更し、回数券の販売を廃止する。
- 2018年（平成30年）4月1日 - 長浜市地域公共交通網形成計画（※同年3月に作成されたもの）で予約型乗合タクシーに切り替える方針[2]を公表。同線はその後、すべて廃止された。

## 廃止当時の路線

### 高月観音号線

#### 定時便
- 高月駅東口 - 片山

#### 予約便
- 高月駅東口 - 高月支所前、北近江温泉、 唐川、磯野、西野、東物部

※ともに、循環運行などの詳細は不明。

## 過去の路線

### 北循環線
（高月駅 - 古保利北地区・七郷地区）
- 高月駅東口 - 高月支所 - メガマート北 - 西野 - 布施 - 北近江の湯 - メガマート北 - 高月支所 - 高月駅東口

ラインカラー：赤

### 南循環線
（高月駅 - 高月地区・古保利南地区）
- 高月駅東口 - 高月支所 - ほのぼのホール - 片山 - 宇根 - 高月駅東口

ラインカラー：青

### 東循環線
（高月駅 - 富永地区・高月東地区）
- 高月駅東口 - 馬上 - 高野 - 尾山 - 柏原 - 高月支所 - 高月駅東口

ラインカラー：緑

### 北近江リゾート線
（高月駅 - 北近江リゾート）
- 高月駅東口 - メガマート北 - 北近江の湯

ラインカラー：深緑（東循環線車両で運行）

## 車両
- 日産・キャラバン

## 沿線の観光地
- 北近江リゾート - 北循環線・北近江リゾート線
- 雨森芳洲関連史跡・渡岸寺観音堂 - 東循環線
- 古保利古墳群 - 南循環線